# شرق النيل
شرق النيل هي إحدى محليات السودان وتتبع ولاية الخرطوم. تعتبر من المحليات الكبيرة بالولاية من حيث المساحة والسكان .

## تاريخ نشأة المحلية
كانت منطقة شرق النيل بحدودها الحالية تشكل في بداية تسعينيات القرن الماضي جزء من محافظة شرق النيل الكبرى وكان يطلق عليها اسم مجلس ريفي بحري شرق حيث كانت مدينة الخرطوم بحري تتكون إدارياً من: الريف الشمالي، الريف الشرقي والريف الجنوبي. وكان الريف الجنوبي يتكون بدوره من 4 محليات هي وادي سوبا، و العيلفون، و أم ضواً بان و الدبيبة والعسيلات. وتمتد مساحته من سوبا شرق، مروراً بالدبية الشيخ أبو قرون، و الشريق، وانتهاءا في كترانج وفي حين كان الريف الشرقي يمتد من الحاج يوسف شرقاً حتى أبو دليق.
وفي عام 1995 تم فصل شرق النيل عن محافظة بحري واطلق عليها اسم «محافظة شرق النيل» وضمت آنذاك ثمان محليات. وفي عام 2003 عُرفت باسم «محلية شرق النيل» وضمت ثمان وحدات ادارية (كانت محليات في السابق).

## الموقع الجغرافي
تقع محلية شرق النيل في الجزء الشمالي الشرقي لولاية الخرطوم بين خطي 32 درجة شرق تقريبا و15 درجة شمالاً
وتمتد من الضفة الشرقية للنيل الأزرق إلى الضفة الشرقية لنهر النيل، يحدها من الغرب النيل الأزرق ونهر النيل، ومن الشمال ولاية نهر النيل، ومن الشرق ولايتي القضارف وكسلا ومن الجنوب ولاية الجزيرة.

## التقسيم الإداري
تضم محلية شرق النيل الوحدات الإدارية التالية:
- وحدة شرق النيل
- وحدة الحاج يوسف
- وحدة وادي سوبا
- وحدة العيلفون
- وحدة أم ضواً بان
- وحدة الدبيبة  شرق  النيل
- وحدة العسيلات
- وحدة ود أبوصالح
- وحدة أبودليق

## التقسيم الحضري والنشاط الإقتصادي
تنقسم المحلية إلى أربعة قطاعات مجتمعية من ناحية السكن والتحخضر والنشاط الإقتصادي وذلك على النحو التالي:
- القطاع الأول:

وهو قطاع الحضر الذي يشمل وحدتي الحاج يوسف وشرق النيل وهو امتداد للقطاع الحضري لمدينتة الخرطوم بحري حيث ترتبط حياة الناس بحياة المدينة والأعمال والخدمات المدنية والتجارية بالإضافة إلى الإنتاج الزراعي والحيواني المرتبط بالمدينة ويمدها بمنتوجات الألبان والدواجن والخضروات ويمثل سكان هاتين الوحدتين حوالي 63% من مجموع سكان المحلية.
- القطاع الثاني:

هو قطاع المنطقة الممتدة مع ضفاف نهر النيل وتضم سوبا شرق والعيلفون وكترانج، وهي منطقة ذات نسيج اجتماعي منسجم ويعمل سكانها في القطاعات الاقتصاديةالمرتبطة بمختلف مدن ولاية الخرطوم، كما انهم يمارسون انشطة زراعية على ضفاف نهر النيل.
- القطاع الثالث:

منطقة أم ضوا بان، التي يجمع سكانها بين مهنتي الزراعة المطرية والرعي. كما تتميز بأنها تشكل مركزاً دينيا حيث توجد فيها خلاوي تدريس القرأن وعلوم الدين الإسلامي ومن بينها خلاوي أم ضواً بان وخلاوي أبو قرون الشهيرة على نطاق السودان. وترتبط هذه المنطقة بطريق رئيسي وشبكة من الطرق الفرعية بمناطق القطاع الحضري منذ تسعينيات القرن الماضي.
- القطاع الرابع:

يتمثل في المنطقة الشرقية التي تمتد من وادي سوبا غرباً إلى حدود ولاية كسلا وولاية نهر النيل، وتضم أبو دليقوالتي تشكل أقصى مركز إداري في الولاية من ناحية الشرق، وعدداً من القرى الأخرى وبعض التجمعات السكانية الصغيرة مثل قرية ود حسونة وهي بمثابة مركز ديني وسوق اسبوعية ويعتمد معظم اقتصادها على الرعي والزراعة المطرية الموسمية.

## الأحياء السكنية
الجريف شرق، وهو من أقدم أحياء المنطقة حيث يعد من أعرق مناطق الخرطوم السكنية وكان يشكل حاضرة مملكة سوبا القديمة. وينقسم الجريف شرق بدوره إلى سيعة أحياء اصغر تعرف احيانا باسم المحطات وهي: الجريف قمر
، وهب النسيم (محطة 10) ،والمناشير (محطة 8) وحوش الضوء (محخطة 9) والجريف كركوج، التي تشتهر بصناعة الطوب الأحمر ويتميز سكانها في فن العمارة الإسلامية واشتهروا ببناء المساجد ومآذنها.
ومن الأحياء الأخرى بشرق النيل حي القادسية وحي النصر والذي يعتبر من الأحياء الأكثر جذباً للسكان من حيث الموقع الذي يتميز به وسط المحلية ويتكون إدارياً من المربعات (23 و 26 و 1 و 2) ويحد حي النصر شمالا شارع 105 وهو من الطرق السريعة وشرقا حي الفاروق ومباني الشركة العربية وجنوبا شارع القذافي وغربا حي الجريف شرق وقرية أم دوم.
وتضم المحلية أيضاً الحي الراقي، وحي الفيحاء وهو حي ذو قيمة عقارية عالية من حيث الأرض والموقع والخدمات، إذ يمتد من الناحية الجنوبية حتى تخوم حي دار السلام المغاربة (العريق) ابتداءً من المربع رقم (5) (حي الجامعة) وشرقاً حتى المربعات (7، 8، و2 شرق وغرباً(مربعي 6 و 9) ويحد حي الفيحاء شرقاً حي الوحدة الحاج يوسف، ومن الشمال أحياء شارع 1 الحاج يوسف وحي الردمية ويقطنه عدد من أساتذة الجامعات وبعض مسؤولي الدولة والجيش.

## المساحة والسكان
تبلغ مساحة محلية شرق النيل حوالي 8188 كيلومتر مربع ، أي ما يعادل ثلث مساحة ولاية الخرطوم. ويبلغ عدد السكان 868147 نسمة (تعداد 2008) ويمثلون نسبة 16% من سكان ولاية الخرطوم. وتبلغ نسبة معدل النمو السكاني 2,44% سنوياً.

## المناخ
```
يسود المحلية  المناخ شبه الصحراوي الذي يتميز  بالحرارة الشديدة  في الصيف والتي تصل إلى درجة  45 درجة مئوية (ٍٍ113 درجة فهرنهايت)، وبجو دافيء  معتدل في الشتاء  تهبط فيه درجة الحرار إلى  22 درجة مئوية (71.6 درجة فهرنهايت) ، وتهب في المنطقة  رياح شمالية إلى شمالية  شرقية مشبعة بالأتربة احيانا.
```